# Alessandro Marcello

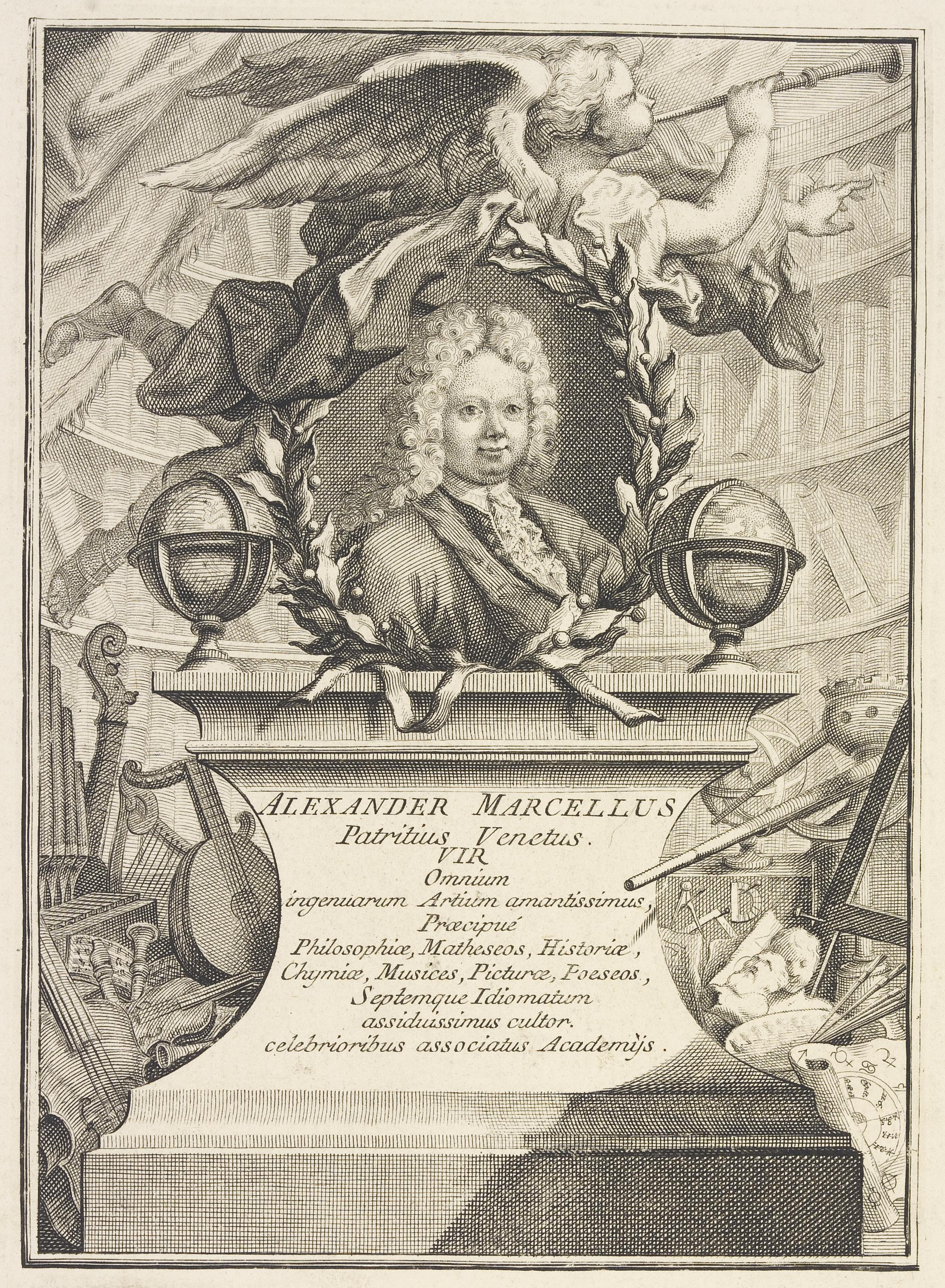
Alessandro Marcello

Alessandro Ignazio Marcello (Venetië, 1 februari 1673 - Venetië, 19 juni 1747) was een Italiaans edelman die actief was op verschillende gebieden, waaronder poëzie, prent- en schilderkunst, filosofie en wiskunde. De meeste bekendheid heeft hij echter gekregen door zijn muziekcomposities.

## Biografie en oeuvre
De broers van Alessandro waren de componist en jurist Benedetto Marcello (1686-1739) en de religieuze dichter Girolamo Marcello.
Als iets oudere tijdgenoot van Antonio Vivaldi gaf Marcello zijn concerten in zijn thuisstad Venetië. Hij heeft verschillende verzamelingen van concerto's geschreven, waaronder zes met de titel La Cetra (De Lier). Ook schreef hij cantates, aria's, canzonettes en vioolsonates. Vaak schreef Marcello onder het pseudoniem Eterio Stinfalico. Dit was de naam die hij gebruikte als lid van de Arcadische Academie (Pontificia Accademia degli Arcadi).
Hoewel zijn werk tegenwoordig iets minder vaak wordt uitgevoerd, wordt Marcello beschouwd als een kundige componist. Zijn La Cetra concertos zijn "ongebruikelijk voor hun solo-partijen voor de blaasinstrumenten, bondigheid en toepassing van het contrapunt", volgens het Britse handboek Grove.
Het vermaarde concert in d mineur voor hobo, strijkers en basso continuo is, naar velen aannemen, niét van Benedetto Marcello, maar van Alessandro. Ook Johann Sebastian Bach onderschreef zijn kwaliteiten door van dit concert een transcriptie te maken voor klavecimbel (BWV 974).